# Goran Čaušić
Goran Čaušić, né le 5 mai 1992 à Belgrade dans l'ancienne Serbie-et-Monténégro, est un footballeur serbe évoluant au poste de milieu de terrain au Buriram United.

## Biographie

### En club
Il joue 63 matchs en première division turque avec l'équipe d'Eskişehirspor, inscrivant trois buts.
Il signe le 31 juillet 2018 à Étoile rouge de Belgrade pour la somme d'un million d'euros de la provenance d'Arsenal Toula.

### En équipe nationale
Avec les moins de 19 ans, il participe au championnat d'Europe des moins de 19 ans en 2011. La Serbie atteint les demi-finales de la compétition, en étant battue par la Tchéquie.
Avec les espoirs, il dispute le championnat d'Europe espoirs en 2015. Il joue trois matchs lors de cette compétition organisée en Tchéquie.

## Palmarès
- Buriram United:
  - Championnat de Thaïlande: Champion en 2023, 2024 et 2025
  - Coupe de Thaïlande: Vainqueur en 2023 et 2025
  - Coupe de la Ligue: Vainqueur en 2023
- Étoile rouge de Belgrade:
  - SuperLiga: Champion en 2019[3],[4]